# Панајотис Василопулос
Панајотис Василопулос (Пиргос, 8. фебруар 1984) бивши је грчки кошаркаш. Играо је на позицији крила.

## Каријера
Василопулос је каријеру почео у ПАОК-у, где је играо четири године од 2001. до 2005. године. У лето 2005. прелази у Олимпијакос и са њима остаје до 2012.
Са репрезентацијом Грчке осваја златну медаљу на Европском првенству 2005. и сребрну медаљу на Светском првенству за играче млађе од 21. годину у Аргентини. Наступао је за грчку репрезентацију и на Светском првенству 2006. у Јапану где осваја сребрну медаљу. Такође је играо на Европском првенству 2007. као и на Олимпијским играма 2008.

## Успеси

### Клупски
- Олимпијакос:
  - Евролига (1): 2011/12.
  - Првенство Грчке (1): 2011/12.
  - Куп Грчке (2): 2010, 2011.

- АЕК Атина:
  - ФИБА Лига шампиона (1): 2017/18.
  - Куп Грчке (1): 2018.

### Репрезентативни
- Европско првенство до 18 година:  2002.
- Светско првенство до 19 година:  2003.
- Светско првенство до 21 године:  2005.
- Европско првенство:  2005.
- Светско првенство:  2006.